# Tocileni (okręg Buzău)
Tocileni – wieś w Rumunii, w okręgu Buzău, w gminie Pârscov. W 2011 roku liczyła 103 mieszkańców.